# صوندر
الصَوَنـْدَر أو لافّة الجنب (ترجمة عن الإنجليزية Sidewinder) هي نوع سام من الأفاعي، يتواجد في صحارى جنوب غرب أمريكة وشمال غرب المكسيك، وهي واحدة من ثلاث نويعات معروفة من جنسها.

## طريقة الزحف

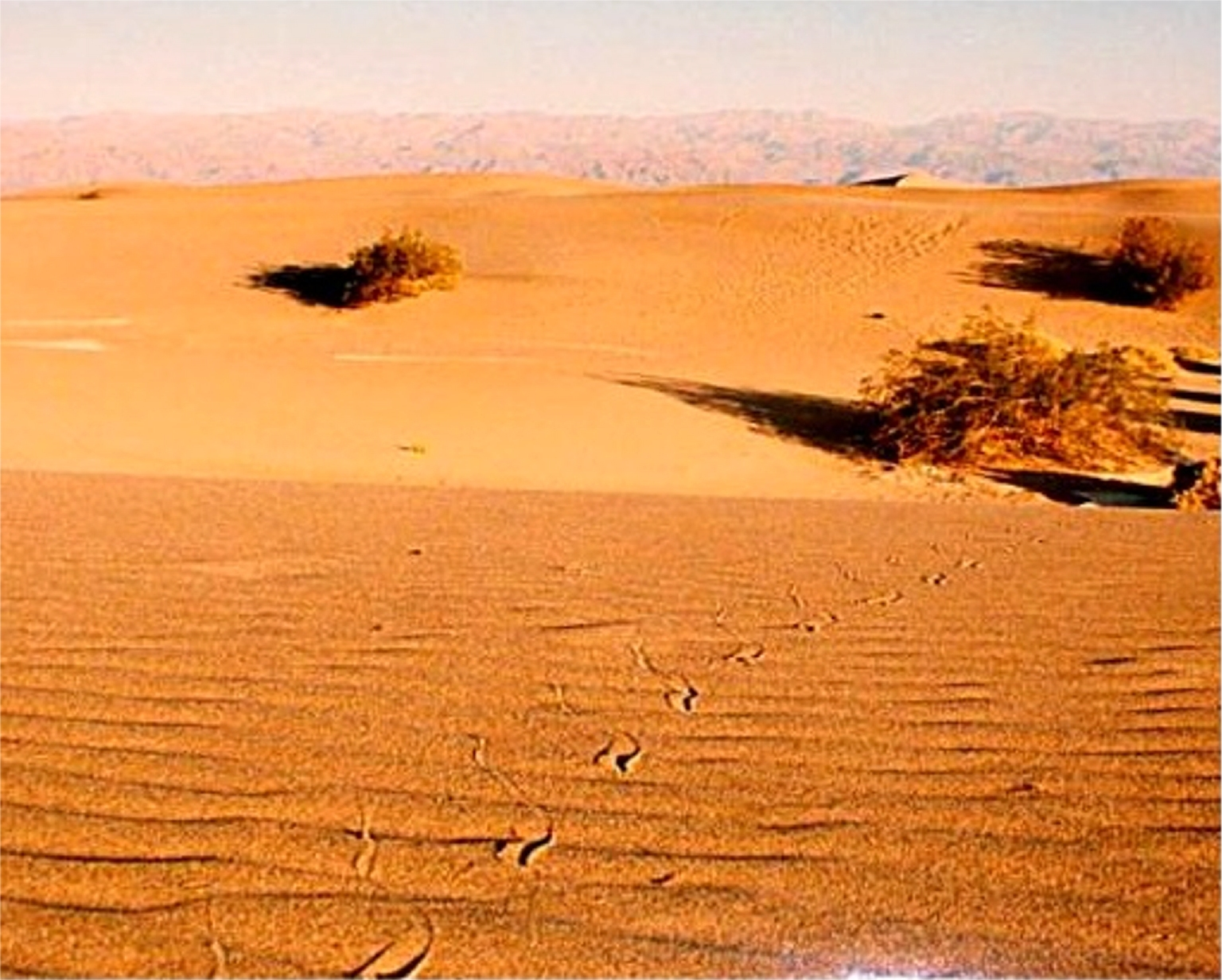
آثار طريقة زحف الصوندر أو لافّة الجنب في متنزه وادي الموت الوطني بالولايات المتحدة الأمريكية

تتحرك الصوندر بطريقة مختلفة عن باقي الأفاعي، حيث تتحرك إلى الجانب وليس إلى الأمام.